# 苏黎世湖

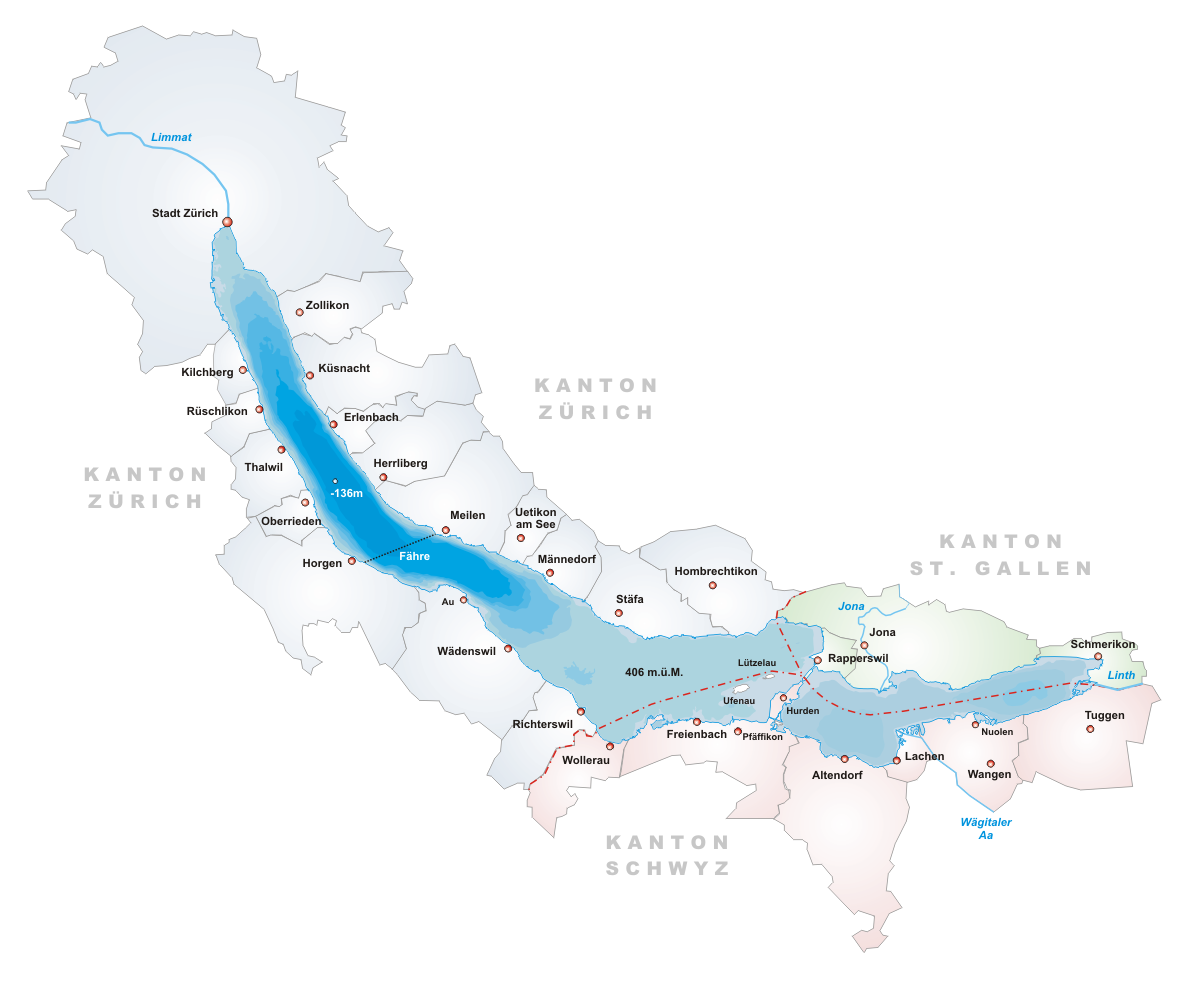
苏黎世湖地图

苏黎世湖（德語：Zürichsee，發音：[ˈtsyːʁɪçˌseː]）是瑞士的一个湖泊，位于苏黎世州的西南部，苏黎世城位于其西北端，是沿湖最大的城市。

## 水域分佈
苏黎世湖的湖水主要来自林特河，而林特河源自格拉鲁斯州的阿尔卑斯山脉的冰川，完成于1811年的埃舍运河（Escher）使其转向瓦伦湖，再通过完成于1816年的林特运河，流入苏黎世湖的东端。苏黎世湖的湖水从西北端流出，稱为利马特河穿过苏黎世城。 
其东侧尚有两个小湖：格赖芬湖和普费菲孔湖。  

## 地理概况
苏黎世湖在形态上呈细长而略微弯曲，和香蕉类似。下湖部分从苏黎世到拉珀斯维尔，长约28千米，与上湖部分总计长约42千米。湖泊最大宽度为3.85千米，位于施泰法和里希特斯维尔之间；最大深度为136米，位于黑尔利贝格和上里登之间。湖岸总长度为87.6千米。

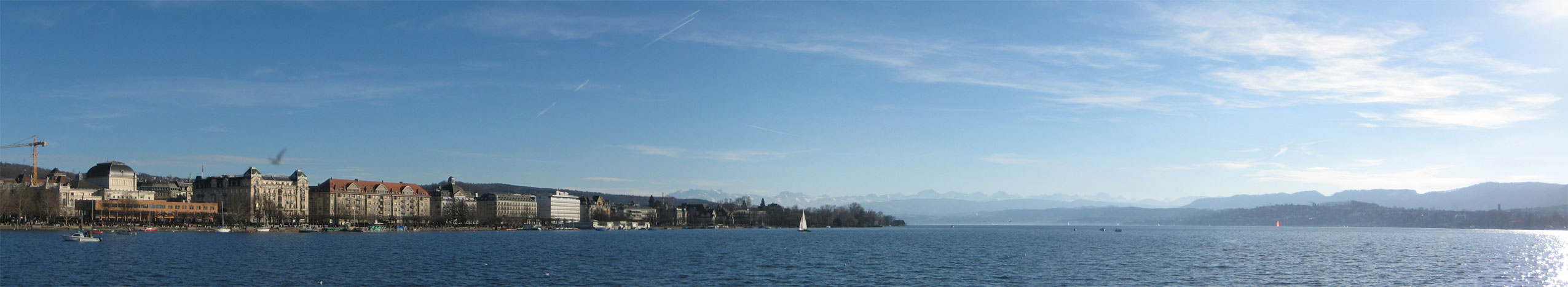
苏黎世湖全景图

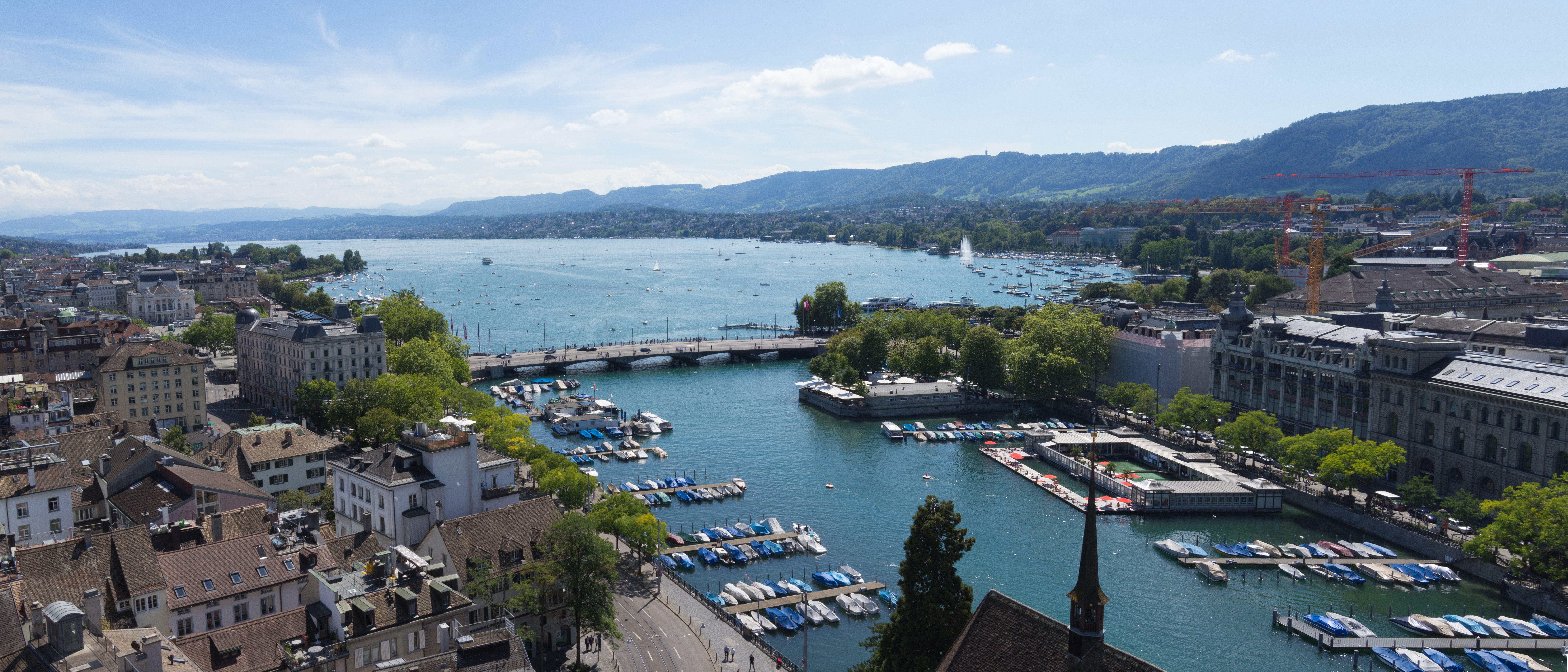
从苏黎世大教堂俯瞰苏黎世湖

## 气候
苏黎世湖位于温带地区。对苏黎世湖区域气候产生主要影响的，一种是西风，通常会带来降水，另一种是东风或东北风，它和高气压联系紧密，而且无论哪个季节都会使天气比平均预期凉爽。然而在阿尔卑斯山麓常见的焚风却没有给苏黎世湖区域造成显著影响。